# Constantine Andreou
Constantine Andreou (Constantine Andréou, Κωνσταντίνος Ανδρέου), (São Paulo, 24 de marzo de 1917 - Atenas, 8 de octubre de 2007), fue un escultor y pintor de origen griego establecido en París.

## Biografía
Nacido en São Paulo de Brasil el 24 de marzo de 1917 de padres griegos, se mudó a Grecia en 1925 con su familia. En 1935, recibió su título en diseño técnico. Ese mismo año empezó sus estudios de escultura.
En 1940, se alistó en el ejército griego y participó en la Segunda Guerra Mundial. Después, tomó parte en la resistencia griega contra la ocupación alemana del país.
En 1945, recibió una beca del gobierno francés y se trasladó a París.
En 1947, empezó a usar una nueva técnica personal: usando láminas de cobre soldadas. Esta técnica le permitió expresarse de una forma diferente de la tradicional.
En París, conoció a artistas e intelectuales eminentes y colaboró con Le Corbusier, el conocido arquitecto suizo. Andreou también expuso con algunos de los grandes maestros de su época, como Pablo Picasso (1961 y 1962), Henri Matisse (1961) y Max Ernst (1962).
En 1998, recibió el premio "Gran Prix Antoine Pevsner" por su esculturas.
En 1999, la biblioteca del pueblo Ville-du-Bois, donde Andreou vivía cuando estaba en Francia, se nombró en su honor.
En 2000, recibió la "Cruz de Caballero de la Legión de Honor" del gobierno francés.
En 2001, Andreou fue honrado otra vez por el gobierno francés con el título "Commandeur de la Orden de las Artes y las Letras" (Legión de Honor).

## Monografías
- 1959 Ferrier, J.L.,  Andreou - Ed. Pierre Cailler - Génova
- 1961 Solier, Rene de, Ed. Pierre Domec - París
- 1965 Cabanne, Pierre - Andreou - Catalog Galerie Nidrecourt - París
- 1970 Goldman, Tean - Croce, Max "Almanach" - Ed. de la Maison de la Culture de Bourges
- 1971 Testaniere, Conservature - Ed. Musee du Havre
- 1975 Dubreucq, Michele - Andreou - 40 ans de sculpture - Ed. du Temps - París
- 1983 Epivent, J.L. - Franchini, P. - Chapulis, M. - Peinture Andreou - Ed. du Temps - París
- 1987 Catalogue raisonne de la peinture d'Andreou - Sophia Kazazi - Introduction dans l'œuvre peinte d'Andreou
- 1987 L'erotisme dans la peinture d'Andreou - D.E.A. Paris I Sorbonne - Sophia Kazazi
- 1988 Grand prix d'Antoine Pevsner pour l'ensemble de l'oeuvre d'Andreou
- 1991 "Les amis d'Andreou" - Association declaree Loi 1901 - Sede social 1 bvd de Montmorency, 75016 París
- 1991 B. Trehet - Andreou des Cyclades au Cosmos, une dualite creatrice
- 1992 Andreou - Les reliefs en couleur - Memoire de D.E.A. Tsouvaztidou, Catherine - Universidad de París I
- 1992 Kazazi, Sophia - Andreou Peinture - Ed. Centro cultural Vafopoulio - Tesalónica
- 1994 Kazazi, Sophia - Andreou Peinture - Ed. Galería Irmos - Tesalónica
- 1994 Capelle, Francois - Magloire, Jacques - Sculpture - Bas-reliefs - Ed. Les Amis d'Andreou
- 1995 Villadier, Francis - Sculpture - Ed. Musee de Meudon
- 1998 Kazazi, Sophia - "Femme-Femmes" - Ed. Athens
- 1999 Kyriazi, Nelly - "Andreou" - Libro por la retrospectiva en el museo municipal de Atenas

## Filmografía
- 1960 Andreou por R. Lapoujade - "Blanc et Noir" - Texto de J.L. Ferrier
- 1970 Andreou por Micos - Producción Pierre Chabertier
- 1974 Andreou - Producción FR3 France Serie
- 1997 Andreou - "Un artiste de la Ville-du-Bois" por Christophe Ramage

## Exhibiciones Inidividuales
- 1946 Cite Universitaire - París, Francia
- 1951 Galerie Laboitie - París, Francia
- 1954 Galerie Simone Badinier
- 1954 Museo de Arte Moderno - Sao Paulo, Brasil
- 1954 United States Center - Río de Janeiro, Brasil
- 1955 Galerie du Palais Royal - París, Francia
- 1956 Chez Marc Voux - París, Francia
- 1958 Galerie Monique de Groote - Bruselas, Bélgica
- 1958 Galerie Contacts - Lieja, Bélgica
- 1959 Chez le Dr. Paul Gray - Retrospectiva - St. Loire en Faucigny, Francia
- 1959 Galerie Gerard Mourge - París, Francia
- 1959 Galerie Numaga - La Chaux de Fonds, Suiza
- 1959 Galerie d'Art - Amiens, Francia
- 1959 Galerie Arlet - Mónaco
- 1960 Galerie Lauverlin - Estrasburgo, Francia
- 1961 Galerie Pierre Domec - París, Francia
- 1961 Museo de arte de Malmö - Malmö, Suecia
- 1964 Galerie La Hune Gravure - París, Francia
- 1964 Maison d'Alsace - Mulhouse, Francia
- 1966 Galerie Nidrecourt - París, Francia
- 1967 Galería Hilton - Atenas, Grecia
- 1968 Galerie La Demeure - París, Francia
- 1969 Salle Municipale des Fetes - Chalons sur Marne, Francia
- 1969 Galerie la Muraille - París, Francia
- 1969 Galerie I. Cressot - París, Francia
- 1969 Galerie Langlois - París, Francia
- 1970 Galerie Simone Badinier - París, Francia
- 1970 Galerie du Fleuve - Burdeos, Francia
- 1971 Musee du Havre - Retrospectiva - Francia
- 1971 Centre Spatial de Bretigny S/Orge - Francia
- 1971 Galerie Simone Badinier - París, Francia
- 1971 Septentrion - Centre Culturel de Bondus - Francia
- 1972 A. Remon - Decorateur - París, Francia
- 1973 Septentrion - Centre Culturel de Bondus - Francia
- 1973 Galerie du Fleuve - Burdeos, Francia
- 1974 Galerie Maison d'Alsace - Mulhouse, Francia
- 1976 Espace Cardin - París, Francia
- 1977 Galerie Maison d'Alsace - París, Francia
- 1977 Palais de Brest - Bretaña, Francia
- 1978 Cours Albert - Marsella, Francia
- 1978 Ladca - Longjumeau, Francia
- 1979 Galería Trito Mati - Atenas, Grecia
- 1979 Galerie Salla Basse Ymarthires - Francia
- 1981 Galería de Arte Moderno Roswitha Kunstercude - Dortmund, Alemania
- 1982 Galería Elpida - Atenas, Grecia
- 1982 Retrospective - Une salle au Salon d'Automne - París, Francia
- 1983 Galerie Hotel Astra - París, Francia
- 1983 Galerie de Vikers Romeo - París, Francia
- 1983 Galerie Evasion par l'Art - Bretigny, Francia
- 1983 Galerie Anne Mome Heyreauld - Sancerne, Francia
- 1985 Galerie Santegelo - París, Francia
- 1986 Galería de arte K.7 - Tesalónica, Grecia
- 1986 Galerie Librairie la Marge - Ajaccio - Córcega, Francia
- 1987 Galería Antinor - Atenas, Grecia
- 1988 Salon de Cholet - Une salle, invite d'honneur - Francia
- 1988 Maison de la Culture - Grones, Francia
- 1990 Salon de Rueil-Malmaison - Une salle, invite d'honneur - Francia
- 1991 Chateau de Logis - Brecey - Normandía, Francia
- 1991 Torigny - Invite d'honneur - Francia
- 1992 Centro cultural Vafopoulio - Tesalónica, Grecia
- 1992 Retrospective dans le cadre du Marche Commun - Invite d'honneur - Gonesse, Francia
- 1992 Salon d'Antony - Invite d'honneur - Francia
- 1993 Salon "Les Amis des Arts" - Invite d'honneur - Francia
- 1993 Galerie Colette Dubois - París, Francia
- 1994 Galería Irmos - Tesalónica, Grecia
- 1995 Salon "Peinture a l'Eau" - Une salle, invite d'honneur - París, Francia
- 1995 Centre Culturel Les Clayes-sous-Bois - Francia
- 1995 Musee de l'Orangerie - Meudon, Francia
- 1995 Musee de St. Pol le Leon - Britanny, Francia
- 1998 Chez Eric Chaix - París, Francia
- 1998 Galería municipal de Atenas - Retrospectiva- Atenas, Grecia
- 1999 Museo de Larnaca - Retrospectiva - Larnaca, Chipre
- 1999 La biblioteca "Constantin Andréou" de la Ville-du-Bois
- 2004 Fundación de arte Teloglion - Tesalónica, Grecia
- 2005 El bistró "Paris-Athenes" del Institut Francais de Atenas - Atenas, Grecia

Constantine Andreou participa en las bienales de Amberes, Holanda, París, Venecia y Yugoslavia.